# Gagik II.
Gagik II. (armenisch Գագիկ Բ; * um 1025; † 5. Mai / 24. November 1079) war der letzte König Armeniens aus dem Haus der armenischen Bagratiden. 1042 bestieg er als Gagik II., König von Ani, der damaligen Hauptstadt des armenischen Königreiches, den Thron und regierte daraufhin bis zum Zusammenbruch der bagratidischen Herrschaft über Armenien im Jahre 1045.

## Historischer Hintergrund
Bereits vor der Jahrtausendwende gelang es Dawit III. von Tao, der die armenische Provinz Tayk als Vasall des Byzantinischen Reiches regierte, durch seine Kampagnen gegen mehrere muslimische Emirate Territorien zu erobern, die sich bis nach Manzikert erstreckten. Nachdem er im Jahre 1000/01 ermordet wurde, besetzte der byzantinische Kaiser Basileios II. seine Ländereien und begann so die stückweise Eingliederung Armeniens in das Byzantinische Reich.
Diese Politik der Besatzung und Expansion wurde auch von den Nachfolgern Basileios II. aufrechterhalten. Als sowohl Johannes-Sembat III., Gagiks Vorgänger und Onkel, als auch dessen Bruder Aschot IV. gegen 1040 verstarben, regierte Michael V. über Byzanz, welcher das gesamte Königreich von Ani für das Reich beanspruchte. Die Grundlage hierfür bildete ein Abkommen, durch welches Johannes-Sembat bereits zwei Jahrzehnte zuvor Basileios II. zu seinem Erben ernannt und ihm somit das Königreich vermacht hatte.
Als der byzantinische Kaiser davon erfuhr, dass Sparapet Wahram Pahlawuni die Krönung des 14-jährigen Gagiks als Nachfolger seines Onkels zum König von Ani vorbereitete, beschloss er, Vestes Sargis Haykazn zu unterstützen, einen armenischen Prinzen, der Byzanz wohlgesonnen war, Johannes-Sembat zuvor als Minister diente und nach dessen Tode zunächst zum Regenten ernannt wurde. Es folgten drei byzantinische Angriffe auf das Königreich Ani, welche jedoch allesamt zurückgeschlagen werden konnten. Byzanz war trotz dessen auch weiterhin darauf erpicht, Armenien endgültig zu annektieren. Eine große Armee wurde in den Süden des Landes entsandt, gleichzeitig bewegte man den König von Taschir-Dsoraget dazu, Ani vom Osten her anzugreifen. Die byzantinische Kampagne mündete in einer Schlacht vor den Mauern von Ani. Unter der Führung von General Wahram Pahlawuni ließen die Armenier ihren Invasoren eine schwere Niederlage zuteilwerden, armenischen Quellen zufolge hatten die Byzantiner etwa 20.000 Tote zu beklagen. Dieser Sieg erlaubte es Wahram und Katholikos Petros I. Getadards, Gagik II. zum König zu ernennen und die Festung von Ani aus den Händen von Vestes Sargis zu befreien, welcher kurz darauf gefangen genommen werden konnte.
Nach der byzantinischen Niederlage wandten sich der jüngst gekrönte König und Wahram den seldschukischen Türken zu, welche noch immer eine Eroberung Armeniens anstrebten. In den beiden darauffolgenden Jahren verstärkte Gagik II. das armenische Heer und kämpfte gegen die Seldschuken an, Wahrams Neffe Gregor Pahlawuni verteidigte die Festung von Bdschni. Die armenische Armee konfrontiere die Invasoren am heutigen Sewansee, wo der König und sein Kommandant ihre Soldaten in zwei Einheiten aufteilten. Die erste Einheit stellte sich den Seldschuken im Kampf, täuschte dann einen Rückzug vor und brachte die Türken so dazu, sie zu verfolgen, wodurch die zweite Einheit, welche sich zuvor versteckt gehalten hatte, sie aus dem Hinterhalt angreifen konnte. Die Schlacht endete in einer katastrophalen Niederlage für die Seldschuken. Im Königreich Vaspurakan, das zuvor unter dem Schutz des byzantinischen Kaisers stand, von dessen Truppen jedoch verlassen wurde, hofften die Menschen darauf, dass ihr neuer König ganz Armenien aus der türkischen Fremdherrschaft befreien würde. Unter Gagiks Führung, welchem aufgrund seiner Tapferkeit der Beiname „der Löwe“ verliehen wurde, starteten die dortigen Armenier einen Aufstand, der die Türken dazu zwang, sich nach Choy und Salamas zurückzuziehen.

## Gagiks Täuschung

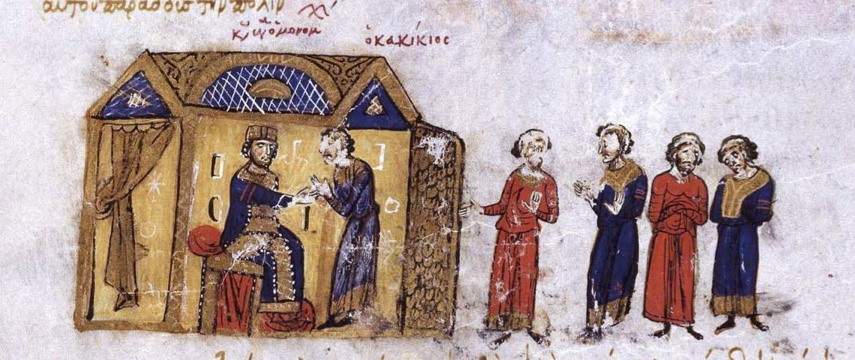
Gagik beugt sich Konstantin IX., Miniatur der Skylitzes Matritensis.

Wahram nahm Verhandlungen mit dem neuen byzantinischen Kaiser Konstantin IX. auf, in deren Rahmen Gagik II. offerierte, diesem als Vasall zu dienen. Dieses Angebot lehnte Byzanz jedoch ab und bereitete stattdessen eine weitere Expedition vor, welche von Michael Iasites, dem Herzog Iberiens, angeführt wurde. Aufgrund des armenischen Widerstandes schlug allerdings auch diese fehl. Konstantin wünschte trotz dessen, die Politik seiner Vorfahren weiterzuführen, was ihn zur Entsendung einer weiteren Armee zur Eroberung Armeniens bewegte. Zeitgleich versuchte man, Abu'l-Aswar, den kurdischen Emir Dvins, davon zu überzeugen, Armenien vom Osten her anzugreifen. König Gagik II. gelang es jedoch, den Emir durch Geschenke vom Angriff abzuhalten. Dadurch konnte er seine Kräfte auf die byzantinischen Streitkräfte fokussieren und diese zum Rückzug zwingen.
Angesichts ihre zahlreichen Niederlagen änderten die Byzantiner ihre Vorgehensweise: statt auf militärische Eroberung setzte man nun auf Täuschung. Gagik begnadigte Vestes Sargis, dessen Loyalitäten allerdings auch weiterhin bei Byzanz lagen, da er sich erhoffte, im Falle einer byzantinischen Eroberung zum König Armeniens ernannt zu werden. Mit seiner Unterstützung lud Konstantin IX. Gagik II. nach Konstantinopel, um dort einen angeblichen Friedensvertrag zu unterzeichnen. In der Hauptstadt angekommen verlangte der Kaiser jedoch von Gagik, dass dieser abdankt und ihm den armenischen Thron übergibt. Als sich Gagik weigerte, der Forderung zu entsprechen, wurde er kurzerhand festgenommen und eine Armee ins nun führungslose Armenien entsandt.
Auf der Suche nach einem neuen rechtmäßigen Herrscher zogen die Armenier in Erwägung, den Thron Anis König Dawit I. Anhoghin von Taschir-Dsoraget oder dem Emir Dvins, der mit der Schwester von Dawit I. verheiratet war, anzubieten. Selbst Bagrat IV. von Georgien wurde als potenzieller Thronfolger in Betracht gezogen, nicht jedoch der bagratidische König Gagik-Abas II. von Kars. Katholikos Petros war allerdings mit keinem der Kandidaten einverstanden. Stattdessen entschloss er sich, die Kontrolle über die Stadt Ani sowie weitere armenische Festungen an die Byzantiner zu übergeben. Somit gelang es Byzanz unter seiner Duldung letztlich im Jahre 1045, Ani zu erobern und Armenien ins Kaiserreich einzugliedern.
Auch wenn er nicht für die Position in Betracht gezogen wurde, beanspruchte König Gagik-Abas von Kars nach der Abdankung Gagiks II. den Titel des Königs von Armenien für sich. Zwanzig Jahre darauf, im Jahre 1065, dankte auch er ab und vermachte sein Land dem byzantinischen Kaiser.

## Exil
Als Entschädigung für sein Königreich vermachte man Gagik II. 1064 das Thema Lykandos in Kleinasien sowie Tzamandos (heutiges Melikgazi), Larissa, Amasya und Komana nahe Caesarea. In Tzamandos wurde Gregor II. Wkajasser 1065 zum neuen Katholikos der armenischen Kirche gewählt. Gagik wurde außerdem die Nutzung eines Palastes am Bosporus in Konstantinopel und eine Pension aus der kaiserlichen Schatzkammer gewährt. Kakikios Aniotes (Gagik von Ani) wird zudem mehrfach als Doux des Themas von Charsianon bezeugt. Während seiner Zeit im Exil beteiligte er sich laut Matthias von Edessa an einer theologischen Debatte mit dem byzantinischen Kaiser in Konstantinopel, in der er die armenische Kirche und ihre Traditionen verteidigte.
Der Metropolit von Caesarea, ein Mann namens Markos, war von Gagik, den er als Häretiker ansah, gänzlich abgeneigt und ließ sich keine Chance entgehen, diese Abneigung kundzutun. Nachdem Markos ihn mehrfach beleidigt hatte, ermordete Gagik den Bischof, was seiner ohnehin schon niedrigen Beliebtheit bei der Bevölkerung weiter schadete. Man sagt, der Bischof hatte einen Hund, den er Armen nannte, um so das armenische Volk zu verspotten. Eines Tages wurde er von Gagik besucht, der den Hund in einen Sack steckte und mit Stöcken schlagen ließ. Daraufhin ließ er auch Markos in den Sack zu seinem vor Schmerzen tobenden Hund stecken, woraufhin dieser an den Wunden, die ihm sein eigener Hund zufügte, verstarb. Gagik II. wurde am 5. Mai / 24. November 1079 von drei byzantinischen Brüdern, die als Statthalter über Kyzistra herrschten, gefangen genommen und getötet, seine Leiche verstümmelt und von der Festung gehängt. Später wurde sein Leichnam zunächst vor der Festung begraben und daraufhin von einem Armenier aus Ani namens Banik geborgen, der ihn in ein von ihm errichtetes Kloster in der Stadt Pizu transportierte.
Kurz nach Gagiks Ermordung wurde sein jüngster Sohn Dawit von seinem Schwiegervater aufgrund des Verdachtes auf eine Verschwörung vergiftet. Gagiks ältester Sohn Howhannes heiratete die Tochter von Abul Gharib, dem armenisch-orthodoxen Statthalter von Tarsus und Mamistra. Sie hatten einen Sohn namens Aschot, der allerdings vergiftet wurde, woraufhin man auch seinen Leichnam nach Pizu brachte. Howhannes starb kurz nach seinem Sohn – und somit auch das letzte Mitglied der älteren Linie des Königshauses der armenischen Bagratiden.
Während der Herrschaft von Thoros I. über das Armenische Königreich von Kilikien wurde Gagiks Tod von armenischen Streitkräften gerächt, die die Festung von Kyzistra einnahmen und die drei byzantinischen Statthalter exekutierten, welche den letzten armenischen König von Ani ermordet hatten.

## Fiktion
Gagik II. erscheint als Figur im armenischen, von Bagrat Ayvaziants verfassten Roman Die Zerstörung von Ani, welcher den Fall Anis und der armenischen Bagratiden thematisiert.